# Charles-Édouard Cantin
Charles-Édouard Cantin, né le 26 avril 1901 à Québec, et mort le 16 septembre 1994 dans la même ville, est un homme politique québécois.

## Biographie
Charles-Édouard Cantin, né le 26 avril 1901 à Québec, est le fils de Wilfrid Cantin, un tanneur et manufacturier, et de Christina Beaudet. Après avoir terminé ses études à l'université Laval, il est admis le 9 juillet 1924 au barreau de la province de Québec. Élu député libéral du district électoral de Saint-Sauveur en 1927, il est battu en 1931.
Il meurt le 16 septembre 1994 dans sa ville natale puis est inhumé le 21 septembre 1994 au cimetière Saint-Charles.